# Nokia 3210
Nokia 3210 — стільниковий телефон фірми Nokia, який був одним з найуспішніших і найпопулярніших телефонів в історії мобільного зв'язку. Випущений у 1999 році, всього було продано 160 мільйонів апаратів.
У травні 2024 року, на честь 25-річчя легендарного телефону Nokia 3210, було випущено його наступника Nokia 3210 (2024). Новий Nokia 3210 зберіг культовий дизайн свого попередника та має кілька сучасних оновлень, а саме підтримку 4G, камеру 2 Мп та порт USB Type-C.

## Дизайн
Nokia 3210 за конструкцією є моноблоком, загальна вага якого становить — 153 г. Розміри телефону: 123,8 мм × 50,5 мм × 16,7 мм (мін.), 22,5 мм (макс.).

## Відомі функції
- В телефон Nokia 3210 увійшли три гри: «Snake», «Memory» (гра на запам'ятовуваність), «Rotation», що забезпечило високі продажі в молодіжному сегменті ринку. В деякі версії Nokia 3210 були включені приховані ігри, які можливо було активувати за допомогою спеціального програмного забезпечення через кабель передачі даних.
- Nokia 3210 був одним з перших мобільних телефонів з внутрішньою антеною, що вигідно відрізняло його від попередніх незграбних моделей зі звичайною антеною.
- Була реалізована можливість відправлення мультимедійних повідомлень по SMS, зокрема вбудованих картинок.
- Від самого початку Nokia 3210 була розроблена з функцією вібровиклику. Але компанія Nokia вирішила не реалізовувати цю функцію для певних телефонів і юрисдикцій. Вже через декілька місяців після виходу телефону у Великій Британії деякі майстерні з ремонту телефонів пропонували включення даної опції за невелику плату.

## Технічні характеристики
- Час в режимі очікування: 55—260 годин;
- Час в режимі розмови: 180—270 хвилин;
- Час заряджання батареї: 4 години;
- Редактор мелодій;
- Дводіапазонний (GSM 900/1800);
- Вібровиклик (опційно);
- Швидкий набір;
- Предиктивна система набору текстівТ9
- 3 гри;
- Внутрішня антена;
- Змінні панелі;
- Зелене підсвічення екрана.